# C24H25NO
化学式C24H25NO（摩尔质量：343.47 g/mol）可以指：
- N,N-二去甲基他莫昔芬，CAS号：80234-20-4
- 去乙基他莫昔芬，CAS号：97151-11-6

|  | 这个同类索引页列出了具有相同分子式的化学物（即同分異構體）条目。 除非您是有意链接至本页，否则应将相应条目的内部链接指向正确的条目。 |